# کفچرین
کفچرین، روستایی است از توابع بخش قطور و در شهرستان خوی استان آذربایجان غربی ایران.ب
یشتر درآمد اهالی روستای کفچرین از طریق قالی بافی و دام داری و باغداری تامین می شود 

## جمعیت
این روستا در دهستان زری قرار داشته و بر اساس سرشماری سال ۱۳۸۵ جمعیت آن ۵۶۴ نفر (۸۲ خانوار)
بوده‌است.